# Juuse Saros
Juuse Saros (* 19. dubna 1995, Forssa, Finsko) je finský hokejový brankář hrající v týmu Nashville Predators (NHL).

## Kariéra
Juuse se narodil ve Forsse, ale vyrůstal v Hämeenlinně. Celé své mládí a také 3 profesionální sezony odchytal v Hämeenlinně, konkrétně v klubu HPK (Liiga).
Hrál na dvou juniorských šampionátech, na prvním z nich (v Rusku v roce 2013) získal bronzovou medaili a byl dokonce vyhlášen nejlepším brankářem. O rok později (2014) vyhrál medaili zlatou. Finský A-tým reprezentoval dvakrát, v roce 2014 a 2016 a na obou vybojoval s týmem stříbro.
Do NHL byl draftován v roce 2013, ale nováčkovský kontrakt podepsal až v roce 2015, konkrétněji 16. června. Následující sezonu odehrál převážně na farmě v Milwaukee Admirals (AHL), do NHL se dostal jen jednou (do branky se postavil 28. listopadu proti Buffalu Sabres). V sezóně 2016/17 tomu ale bylo jinak, protože většinu sezony odehrál jako dvojka Pekky Rinneho.
V roce 2015 dělal na MS v Praze dvojku ve finské reprezentaci.

## Ocenění a úspěchy
- 2014 MSJ – All-Star Tým
- 2014 MSJ – Nejnižší průměr inkasovaných branek
- 2014 MSJ – Nejúspěšnější brankář
- 2014 Liiga – Nejlepší nováček
- 2016 AHL – All-Rookie Tým
- 2016 AHL – Brankář března 2016
- 2017 AHL – Brankář listopadu 2016
- 2017 AHL – All-Star Game
- 2018 NHL – All-Rookie Tým
- 2022 NHL – All-Star Game
- 2023 NHL – All-Star Game

## Prvenství
- Debut v NHL - 28. listopadu 2015 (Nashville Predators proti Buffalo Sabres)
- První inkasovaný gól v NHL - 28. listopadu 2015 (Nashville Predators proti Buffalo Sabres, kanadským útočníkem Jamie McGinn)
- První čisté konto v NHL - 30. prosince 2016 (St. Louis Blues proti Nashville Predators)

## Statistiky

### Základní části
| Sezona         | Tým                 | Liga           | Z   | V   | P   | Pvp | MIN    | OG  | ČK | POG  | %ChS |
| -------------- | ------------------- | -------------- | --- | --- | --- | --- | ------ | --- | -- | ---- | ---- |
| 2013–14        | HPK                 | Liiga          | 44  | 17  | 16  | 9   | 2,625  | 77  | 7  | 1.76 | .928 |
| 2014–15        | HPK                 | Liiga          | 47  | 13  | 18  | 16  | 2,834  | 101 | 6  | 2.14 | .929 |
| 2015–16        | Milwaukee Admirals  | AHL            | 38  | 29  | 8   | 0   | 2,248  | 84  | 4  | 2.24 | .920 |
| 2015–16        | Nashville Predators | NHL            | 1   | 0   | 1   | 0   | 58     | 3   | 0  | 3.10 | .870 |
| 2016–17        | Milwaukee Admirals  | AHL            | 15  | 13  | 2   | 0   | 903    | 28  | 1  | 1.86 | .934 |
| 2016–17        | Nashville Predators | NHL            | 21  | 10  | 8   | 3   | 1,200  | 47  | 1  | 2.35 | .923 |
| 2017–18        | Nashville Predators | NHL            | 26  | 11  | 5   | 7   | 1,497  | 61  | 3  | 2.44 | .925 |
| 2017–18        | Milwaukee Admirals  | AHL            | 9   | 3   | 5   | 1   | 542    | 26  | 1  | 2.88 | .906 |
| 2018–19        | Nashville Predators | NHL            | 31  | 17  | 10  | 2   | 1,697  | 74  | 3  | 2.62 | .915 |
| 2019–20        | Nashville Predators | NHL            | 40  | 17  | 12  | 4   | 2,177  | 98  | 4  | 2.70 | .914 |
| 2020–21        | Nashville Predators | NHL            | 36  | 21  | 11  | 1   | 2,052  | 78  | 3  | 2.28 | .927 |
| 2021–22        | Nashville Predators | NHL            | 67  | 38  | 25  | 3   | 3,932  | 173 | 4  | 2.64 | .918 |
| 2022–23        | Nashville Predators | NHL            | 64  | 33  | 23  | 7   | 3,810  | 171 | 2  | 2.69 | .919 |
| 2023–24        | Nashville Predators | NHL            | 64  | 35  | 24  | 5   | 3,625  | 173 | 3  | 2.86 | .906 |
| Celkem v Liiga | Celkem v Liiga      | Celkem v Liiga | 91  | 30  | 34  | 25  | 5,459  | 178 | 13 | 1.97 | .929 |
| Celkem v NHL   | Celkem v NHL        | Celkem v NHL   | 356 | 182 | 119 | 32  | 20,046 | 878 | 23 | 2.63 | .917 |

### Play-off
| Sezona         | Tým                 | Liga           | Z  | V | P  | MIN   | OG | ČK | POG  | %ChS |
| -------------- | ------------------- | -------------- | -- | - | -- | ----- | -- | -- | ---- | ---- |
| 2013–14        | HPK                 | Liiga          | 6  | 2 | 4  | 367   | 14 | 0  | 2.29 | .903 |
| 2015–16        | Milwaukee Admirals  | AHL            | 2  | 0 | 2  | 117   | 5  | 0  | 2.57 | .891 |
| 2016–17        | Nashville Predators | NHL            | 2  | 0 | 0  | 57    | 3  | 0  | 3.18 | .824 |
| 2017–18        | Nashville Predators | NHL            | 4  | 0 | 0  | 114   | 2  | 0  | 1.05 | .952 |
| 2018–19        | Nashville Predators | NHL            | 1  | 0 | 0  | 46    | 1  | 0  | 1.33 | .952 |
| 2019–20        | Nashville Predators | NHL            | 4  | 1 | 3  | 242   | 13 | 0  | 3.22 | .895 |
| 2020–21        | Nashville Predators | NHL            | 6  | 2 | 4  | 432   | 20 | 0  | 2.78 | .921 |
| 2023–24        | Nashville Predators | NHL            | 6  | 2 | 4  | 357   | 12 | 0  | 2.02 | .900 |
| Celkem v Liiga | Celkem v Liiga      | Celkem v Liiga | 6  | 2 | 4  | 367   | 14 | 0  | 2.29 | .903 |
| Celkem v NHL   | Celkem v NHL        | Celkem v NHL   | 23 | 5 | 11 | 1,247 | 51 | 0  | 2.45 | .911 |

### Reprezentace
| Rok                       | Tým                       | Soutěž                    | Z  | V  | P | MIN | OG | ČK | POG  | %ChS  |
| ------------------------- | ------------------------- | ------------------------- | -- | -- | - | --- | -- | -- | ---- | ----- |
| 2012                      | Finsko 18                 | MS-18                     | —  | —  | — | —   | —  | —  | —    | —     |
| 2013                      | Finsko 18                 | MS-18                     | 7  | 5  | 2 | 419 | 13 | 1  | 1,86 | 94,6  |
| 2014                      | Finsko 20                 | MSJ                       | 6  | 5  | 1 | 345 | 9  | 0  | 1,57 | 94,3  |
| 2014                      | Finsko                    | MS                        | —  | —  | — | —   | —  | —  | —    | —     |
| 2015                      | Finsko 20                 | MSJ                       | 2  | 0  | 2 | 119 | 6  | 0  | 3,03 | 87,5  |
| 2015                      | Finsko                    | MS                        | 1  | 1  | 0 | 60  | 0  | 1  | 0,00 | 100,0 |
| 2016                      | Finsko                    | MS                        | 2  | 2  | 0 | 120 | 0  | 2  | 0,00 | 100,0 |
| 2025                      | Finsko                    | T4                        | 2  | 0  | 1 | 91  | 6  | 0  | 3,96 | 87,0  |
| Juniorská kariéra celkově | Juniorská kariéra celkově | Juniorská kariéra celkově | 15 | 10 | 5 | 883 | 28 | 1  | 1,90 | 93,7  |
| Seniorská kariéra celkově | Seniorská kariéra celkově | Seniorská kariéra celkově | 5  | 3  | 1 | 271 | 6  | 3  | 1,33 | 95,6  |